# خط تمكين المرأة 1090

## خط تمكين المرأة والرجل 1090
هي خدمة استجابة صوتية تفاعلية أو IVRS مقرها في ولاية أوتار براديش، الهند، وهي تمكين النساء والرجال من موجهة جميع أشكال التحرش وضمان سلامتهم في المجتمع.
1090 هو خط مجاني يوفر المساعدات الفورية للنساء والرجال الذين يتعرضون للتحرش والذين يعانون من الأضطهاد المجتمعي أو أي شكل من أشكال المساعدات المطلوبة.
يتعامل خط المساعدة هذا مع حالات الجرائم ضد المرأة ويضمن حماية سريعة للنساء والرجال والفتيات والفتيان.